# Jacques Restout

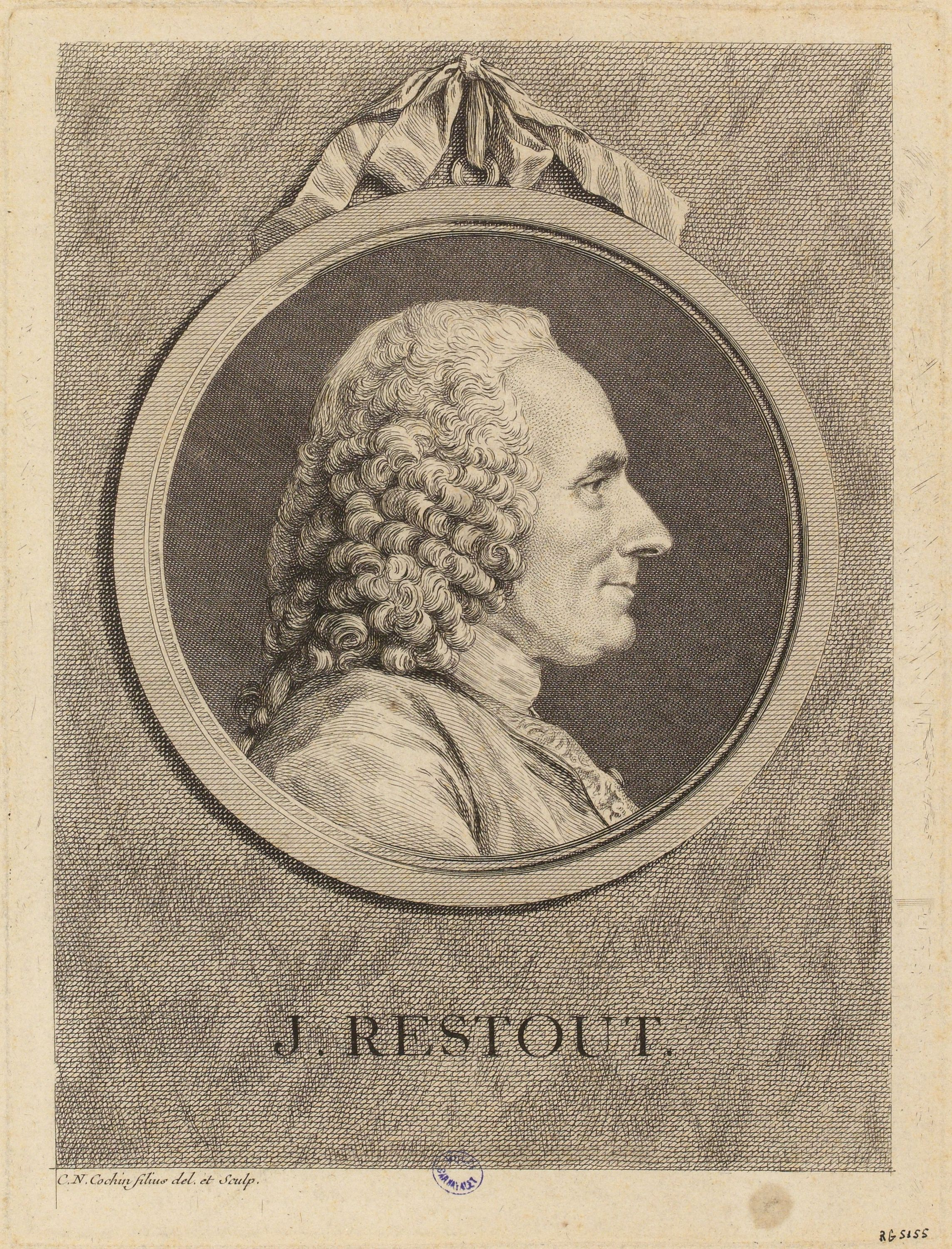
Jacques Restout

Jacques Restout (geboren um 1650/1653 in Caen; gestorben nach 1681, um 1701) war ein französischer Maler, Radierer und Kunstschriftsteller.

## Familie
Restout war Teil einer Malerdynastie. Er war der älteste Sohn des Malers und Bildhauers Marc Antione Restout (14. Februar 1616 – 5. April 1684) und dessen Frau Jeanne (geborene Heusté). Er hatte neun Geschwister, von denen sich sechs der Kunst widmeten. Eustache Restout (12. November 1655 – 1. November 1743), Jean Restout der Ältere, Pierre Restout (15. November 1666 – ?), Marc (* 1669), Charles Restout (1. Januar 1668 – ?) und Thomas François Restout (15. März 1671 – 2. Mai 1754) waren seine Brüder, die als Maler bekannt wurden. Auch eine seiner Schwestern war Malerin. Seine Schwestern hießen Anne-Thérèse (* 1658), Jeanne-Marie (* 1664) und Jeanne-Elisabeth (* 1673) Restout.
Restout war, wie all seine Geschwister, ein Schüler seines Vaters. Später bildete er sich bei dem Maler Pierre Le Tellier (1614–1702) fort. Er schlug dann eine klösterliche Laufbahn ein, wurde Mönch des Ordens der Prämonstratenser und legte am 25. Juli 1677 in der Abtei von Ardenne sein Gelübde ab. Er trat 1687 in die Abtei von Moncel bei Vitry-le-François ein, in der er Prior und später Abt wurde. Sein Bruder Eustache folgte ihm kurz darauf und wurde ebenfalls Mönch des Ordens. Er verfasste mehrere Schriften zur Malerei. Sein Neffe Jean Restout der Jüngere (26. März 1692 – 1. Januar 1768) berichtete später, er besitze ein Manuskript, das von seinem Onkel Jacques Restout verfasst wurde und in dem dieser sich mit Physik beschäftigte und in dem er die Zusammenhänge zwischen der Harmonie der Farben, und ihre Beziehung zur Musik beschrieb. Seinem Manuskript legte er auch eine chromatische oder Stimmgabelklaviatur bei. Seine Aufzeichnungen zur Harmonie der Farben und weitere Manuskripte gingen verloren.

## Werke (Auswahl)
- Traité de l’harmonie des couleurs comparée à l'harmonie des sons (verschollen)
- La réforme de la peinture. Jean Briard, Caen 1681 (archive.org oder babel.hathitrust.org).

Übersetzungen
- Franz Junius: Traité de la peinture des anciens. (aus dem Niederländischen)
- Pausanias: Voyage historique en Grèce (aus dem Griechischen)